# Sítio do Picapau Amarelo - Vol. 2
Sítio do Picapau Amarelo - Vol. 2 é a segunda trilha sonora da 1ª versão do seriado brasileiro de mesmo nome. A trilha sonora foi lançada em LP e K7 em 1979 pela Som Livre.

## Faixas
| N.º | Título                              | Compositor(es)           | Intérprete(s)         | Duração |  |
| 1.  | "Sítio do Picapau Amarelo"          | Gilberto Gil             | Gilberto Gil          |         |  |
| 2.  | "Tema de Quindim"                   | Dori Caymmi Geraldo Casé |                       |         |  |
| 3.  | "Jabuty"                            | Dori Caymmi Paulo Afonso |                       |         |  |
| 4.  | "Tema de Rabicó"                    | Dori Caymmi Geraldo Casé |                       |         |  |
| 5.  | "Os Piratas do Capitão Gancho"      | Dori Caymmi Wilson Rocha |                       |         |  |
| 6.  | "Sítio do Picapau Amarelo Espacial" | Gilberto Gil             | Gilberto Gil          |         |  |
| 7.  | "A Cuca Te Pega"                    | Dori Caymmi Geraldo Casé |                       |         |  |
| 8.  | "Tema da Iara"                      | Dori Caymmi              |                       |         |  |
| 9.  | "Tá Quente, Tá Frio"                | Dori Caymmi Ghiaroni     |                       |         |  |
| 10. | "Tema de Malazarte e Zé Carnero"    | Canarinho A. Brumatti    | Canarinho A. Brumatti |         |  |
| 11. | "Sítio do Picapau Amarelo"          | Gilberto Gil             | Gilberto Gil          |         |  |

## Ficha Técnica
- Direção de produção: Guto Graça Mello
- Produção executiva: Dori Caymmi
- Direção de produção: Dori Caymmi
- Montagem: Iedoo Gouvêa
- Arregimentação: João Luzze / Vivian Pearl
- Arranjos e regências: Dori Caymmi
- Técnicos de gravação: Célio Martins / BRAZ
- Assistentes de estúdio: João Maria / Mário Jorge
- Direção de mixagem: Dori Caymmi
- Técnico de mixagem: Max Pierre
- Direção de arte: Vera Roestler
- Fotos: Câmara Teres
- Diagramação / Arte-final: Tuninho de Paula
- Gravado em 16 canais pelo estúdio SIGLA em 1979.